# Petr Kakeš
Petr Kakeš (* 1959) je bývalý český závodní lyžař.
Vyrůstal v Peci pod Sněžkou a začínal se sportem v místním Slovanu. Bylo mu dvanáct let, když ho Jaroslav Papoušek obsadil ve filmové komedii Homolka a tobolka do role Pepíka, syna vedoucího horské zotavovny a začínajícího skokana na lyžích. Dostal se do žákovské reprezentace sjezdařů, v juniorské kategorii patřil k nejlepším v Československu. Závodil za Slavii VŠ Praha a Duklu Liberec. Začal studovat na Vysoké škole ekonomické v Praze. 
V roce 1980 emigroval do západního Německa a navštěvoval Tělovýchovný institut v Mnichově. Od roku 1986 žije ve Spojených států amerických. Věnoval se na jízdě na skijaku, na němž se mu podařilo překonat Lamanšský průliv. Pak se zaměřil na rychlostní lyžování a účastnil se světového poháru v této disciplíně. Reprezentoval Československo na Zimních olympijských hrách 1992, kde bylo rychlostní lyžování ukázkovým sportem. V mužském závodě obsadil šesté místo a časem 223,3 km/h vytvořil národní rekord. V roce 1993 se stal mistrem USA v rychlostním lyžování. Třikrát vyhrál extrémní závod Arctic Man na Aljašce. 
Je rozvedený, žije v Portlandu, kde provozuje lyžařskou školu a půjčovnu horských kol.